# James Aubrey
James Aubrey Tregidgo (* 28. August 1947 in Klagenfurt, Österreich; † 6. April 2010 in Sleaford, England) war ein britischer Schauspieler.

## Leben
James Aubrey wurde als James Aubrey Tregidgo als Sohn von Major Aubrey James Tregidgo, einem Armeeoffizier, und Edna May (Boxall) Tregidgo geboren. Er besuchte verschiedene Privatschulen in mehreren Ländern, unter anderem die Wolmer's Boys School in Kingston, Jamaica, die Windsor Boys' School in Deutschland und die St. John’s School in Singapur. Von 1967 bis 1970 absolvierte Aubrey eine Schauspielausbildung am Drama Centre London.
Aubrey debütierte als Theaterschauspieler bereits als Jugendlicher am Wilmington Playhouse im US-Bundesstaat Delaware. Im März 1962 spielte er dort die Rolle des Philip in Isle of Children. In dieser Rolle gab er im selben Jahr auch sein Broadway-Debüt in einer Inszenierung von Jules Dassin am Cort Theatre. Von 1970 bis 1972 spielte Aubrey am Citizens Theatre in Glasgow, wo er unter anderem in Rollen wie Junker Andreas Bleichenwang in William Shakespeares Komödie Was ihr wollt und Theridamas in Christopher Marlowes Tragödie Tamburlaine auftrat. In der Rolle des Theridamas trat er 1972 auch beim Edinburgh Festival auf. Im Juni 1973 debütierte er am Londoner Royal Court Theatre als Constable in dem Theaterstück Magnificence von Howard Brenton. Von 1973 bis 1974 ging Aubrey mit der Cambridge Theatre Company auf Tournee, wo er als Diggory in She Stoops to Conquer von Oliver Goldsmith und wiederum als Junker Bleichenwang auftrat. In der Spielzeit 1974/75 spielte Aubrey bei der Royal Shakespeare Company. Er spielte den Sebastian in Shakespeares Spätwerk Der Sturm und den närrischen Junker Schaum (Original: Froth) in Maß für Maß. 1975 spielte er den Orlando in Shakespeares Wie es euch gefällt am Birmingham Repertory Theatre. Ein Höhepunkt seiner Bühnenarbeit war 1977 sein intensives Porträt als Tom Wingfield, dem Erzähler, Hauptdarsteller und Alter Ego des Autors, in Tennessee Williams’ frühem Drama Die Glasmenagerie am Shaw Theatre in London. 1978 spielte er den Edgar in Shakespeares König Lear am Prospect Theatre und am Old Vic Theatre. 1979 ging Aubrey mit der Cambridge Theatre Company wieder auf Tournee und übernahm diesmal den Mark in dem Theaterstück The Shadow Box von Michael Cristofer und den Tony in From the Greek von Frederick Raphael.
Seine Filmkarriere, mit der Aubrey internationale Bekanntheit erlangte, begann 1963 mit der Rolle des Schuljungen Ralph in dem britischen Film Herr der Fliegen von Peter Brook, der Verfilmung des Romans Herr der Fliegen von William Golding. Für diese Rolle war Aubrey unter über 3.000 Bewerbern ausgewählt worden. Als Ralph wird er zum Anführer einer Gruppe von Jungen gewählt, die nach einem Flugzeugabsturz auf einer verlassenen Insel stranden und um ihr Überleben kämpfen. Als reiner Führer der Gruppe verkörperte er die Stimme des Gewissens und der Zivilisation angesichts einer Welt der Barbarei.
Nach einer Filmpause arbeitete Aubrey hauptsächlich für das Fernsehen. 1976 spielte er die Rolle des Gavin Sorenson in der britischen Soap-Opera Bouquet of Barbed Wire und 1977 in der Fortsetzung der Serie unter dem Titel Another Bouquet. 1988 übernahm er die Rolle des Detective Inspector Derek Hoskins in der Krimiserie Rockliffe's Folly. 1991 spielte er in der Krimiserie The Men's Room ebenfalls einen Kriminalbeamten. Eine weitere Krimirolle hatte er als Lord 'Tiger' Harper in der britischen Krimiserie Dalziel and Pascoe.
Aubreys spätere Filmarbeiten beinhalteten Filme verschiedener Genres und waren von teilweise zweifelhafter Qualität, darunter auch verschiedene Gewalt- und Sexploitationsfilme: die Musicalkomödie The Great Rock 'n' Roll Swindle (1980), das Filmdrama Forever Young (1983), der Horror- und lesbische Vampirfilm Begierde (1983) von Tony Scott, die fiktive Komödie Riders of the Storm (1986), wo er an der Seite von Dennis Hopper einen italienisch-amerikanischen Vietnamveteran spielte, und das Drama Apocalypse Watch (1997), eine Verfilmung des gleichnamigen Romans von Robert Ludlum.
Seine letzte Filmrolle spielte Aubrey 2006 in einer Folge der britischen Fernsehserie Brief Encounters.
James Aubrey war mit Agnes Kristin Hallander verheiratet und Vater einer Tochter. Die Ehe wurde später geschieden. Er starb an den Folgen einer Krebserkrankung in seinem Haus in Cranwell Village bei Sleaford in der Grafschaft Lincolnshire im Osten Englands.

## Filmografie (Auswahl)
- 1963: Herr der Fliegen (Lord of the Flies)
- 1976: Bouquet of Barbed Wire
- 1976: Die Füchse (The Sweeney, Fernsehserie, 1 Folge)
- 1977: Another Bouquet
- 1978: Killing House (Terror)
- 1978: Verurteilt wegen Liebe (Home before Midnight)
- 1979: Simon Templar – Ein Gentleman mit Heiligenschein (Return of the Saint, Fernsehserie, 1 Folge)
- 1979: Der Aufpasser (Minder, Fernsehserie, 1 Folge)
- 1980: The Great Rock ’n’ Roll Swindle
- 1982: Die unglaublichen Geschichten von Roald Dahl (Tales of the Unexpected, Fernsehserie, 1 Folge)
- 1982: Emmerdale Farm (Fernsehserie, 12 Folgen)
- 1983: Begierde (The Hunger)
- 1983: Forever Young
- 1985: The Last Place on Earth (Fernsehserie, 1 Folge)
- 1986: The American Way (Riders of the Storm)
- 1987: Schrei nach Freiheit (Cry Freedom)
- 1988: Rockliffe's Folly
- 1989: Mission Eureka (Fernsehserie)
- 1990: Tödliches Interview (Final Frame)
- 1991: Der Mann nebenan
- 1991: The Men’s Room
- 1992: Inspektor Morse, Mordkommission Oxford (Inspector Morse, Fernsehserie, 1 Folge)
- 1996: Silent Witness (Fernsehserie, 2 Folgen)
- 1997: The Apocalypse Watch
- 2001: Spy Game – Der finale Countdown (Spy Game)
- 2005: Dalziel and Pascoe
- 2006: Brief Encounters